# 武汉大学社会科学学部
武汉大学社会科学学部（英文：Faculty of Social Sciences, Wuhan University ）是武汉大学的一个学部，旗下所有院系皆位于主校区，且继承了老武汉大学的学科。有一刊物：《武汉大学学报（哲学社会科学版）》。
社会科学学部包括：
- 信息管理学院
- 经济与管理学院
- 法学院
- 马克思主义学院
- 社会学系
- 政治与公共管理学院
- 教育科学学院
- WTO学院